# Ladislav Soukup (právní historik)
Ladislav Soukup (19. prosinec 1940 Cetkovice – 26. srpen 2024 Praha) byl český právník, právní historik a vysokoškolský pedagog, který se zabývá vývojem dějin státu a práva v 19. a 20. století.

## Život
Ladislav Soukup se narodil na Moravě v malé obci Cetkovice severně od Boskovic. Maturoval v nedalekém městě Jevíčko. Jelikož v padesátých a šedesátých letech bylo možné práva studovat pouze v Praze, podal si po maturitě přihlášku na Právnickou fakultu Univerzity Karlovy, kterou úspěšně absolvoval v roce 1963. V letech 1963-1965 zastával funkci právního referenta Ústředního výboru ČSM v Praze. Následně přešel na Katedru dějin státu a práva Právnické fakulty Univerzity Karlovy, kde získal titul doktora práv a systematicky se pod vedením akademika Václava Vaněčka začal věnovat právním dějinám.
Po zřízení Vysoké školy SNB přešel na její Katedru právních dějin, kde tento předmět vyučoval až do roku 1990, kdy byla tato škola zrušena. V osmdesátých letech úspěšně zakončil vědeckou aspiranturu a byl jmenován docentem.
Po zrušení Vysoké školy SNB se Soukup vrátil na pražskou právnickou fakultu, a to do nově zřízeného Ústavu právních dějin, na kterém působil až do jeho zrušení v roce 2020. Poté do roku 2023 vyučoval české právní dějiny na Katedře právních dějin. Na ústavu byl činný jako výkonný redaktor časopisu Právněhistorické studie a jako vědecký tajemník.
Soukup působil rovněž na Fakultě právnické Západočeské univerzity. Po jeho smrti bylo na webových stránkách fakulty uveřejněno smuteční oznámení, kde děkan fakulty JUDr. PhDr. Stanislav Balík, Ph.D. a JUDr. Mgr. Vendulka Valentová, Ph.D. děkují doc. Soukupovi za jeho přínos. V devadesátých letech se Ladislav Soukup věnoval advokacii.

## Dílo
V období socialismu se Soukup zabýval problematikou tiskového práva v první republice. Později se věnoval problematice trestního práva, právní vědy, právní úpravě občanských práv a svobod či dějinám veřejné správy. Je spoluautorem řady učebních pomůcek českých právních dějin. Soukup byl spoluřešitelem několika grantových projektů, které Ústav právních dějin získal.

## Ocenění
V roce 2021 udělila Evropská společnost pro právní dějiny, z.s. Ladislavu Soukupovi ocenění za celoživotní přínos pro rozvoj právní historie.

## Významné práce
- SOUKUP, Ladislav - SKŘEJPKOVÁ, Petra (ed.) Antologie české právní vědy: (2. polovina 19. století až 30. léta století 20.). Praha: Univerzita Karlova, 1993. 302 s. ISBN 80-7066-697-8.
- SOUKUP, Ladislav. Vývoj veřejné správy v českých zemích. I., Do roku 1848. Plzeň: Západočeská univerzita, 1996. 94 s. ISBN 80-7082-297-X.
- ADAMOVÁ, Karolina - SOUKUP, Ladislav. Prameny k dějinám práva v českých zemích. Plzeň: Západočeská univerzita, 1996-1999. 3 sv. ISBN 80-7082-284-8.
- SOUKUP, Ladislav (ed.) Vývoj práva v Československu v letech 1945-1989: sborník příspěvků. Praha: Karolinum, 2004. 914 s. ISBN 80-246-0863-4.
- SOUKUP, Ladislav (ed.) Vývoj české ústavnosti v letech 1618-1918. Praha: Karolinum, 2006. 1001 s. ISBN 80-246-1209-7.
- SOUKUP, Ladislav (ed.) Československé právo a právní věda v meziválečném období (1918-1938) a jejich místo ve střední Evropě. Praha: Karolinum, 2010. 2 sv. ISBN 978-80-246-1718-3.
- SOUKUP, Ladislav - SKŘEJPKOVÁ, Petra (ed.) Nedemokratické právní systémy ve vybraných státech Evropy první poloviny 20. století: příspěvek k aplikaci "Principů" E.F. Smidaka. [Praha]: Havlíček Brain Team, 2011. 200 s. ISBN 978-80-87109-24-3.